# Upplands runinskrifter 266
Upplands runinskrifter 266 är en vikingatida runristning på en berghäll i Ekeby, Fresta socken och Upplands-Väsby kommun. Runristningen upptar en yta av 1,65 x 1,20 meter. Runhöjden är cirka 7 centimeter. Ristningen är huggen i en brant klipphäll och är riktad mot västsydväst. Ristningen uppmålades och skyltades 1986 samt uppmålades ånyo 2006.

## Inskriften
Translitterering av runraden:
sihstain · auk · uistain · litu · raisa · stain -i-a · e[f]tiʀ · [inku]ari faþur s[in]
Normalisering till runsvenska:
Sigstæinn ok Vistæinn letu ræisa stæin [þ]e[nn]a æftiʀ Ingvar(?), faður sinn.
Översättning till nusvenska:
Sigsten och Visten läto resa denna sten efter Ingvar (?), sin fader.
Trots att ristningen är gjord på en berghäll står det i inskriften, schablonmässigt, att Sigsten och Visten "lät resa denna sten". Namnet på den avlidne fadern förmodas vara Ingvar men det är oklart.